# Зала Сан-Паулу

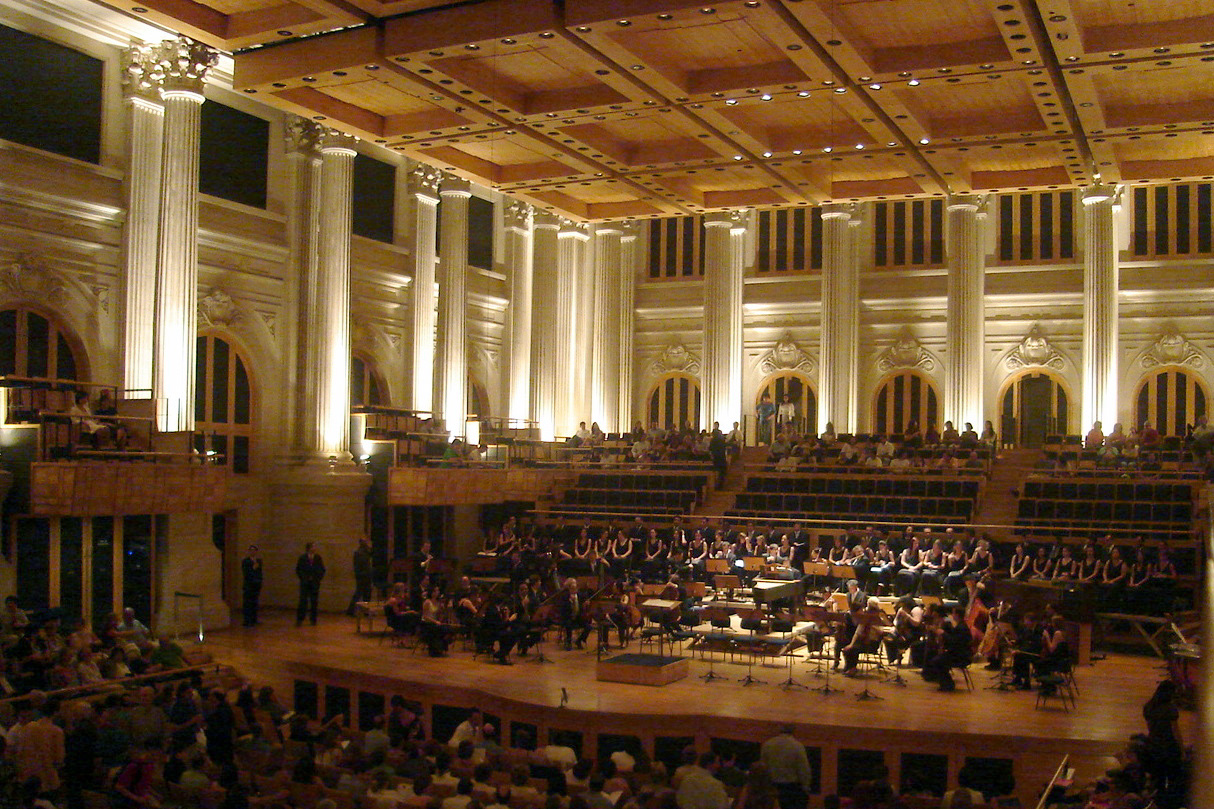
Зала Сан-Паулу під час концерту

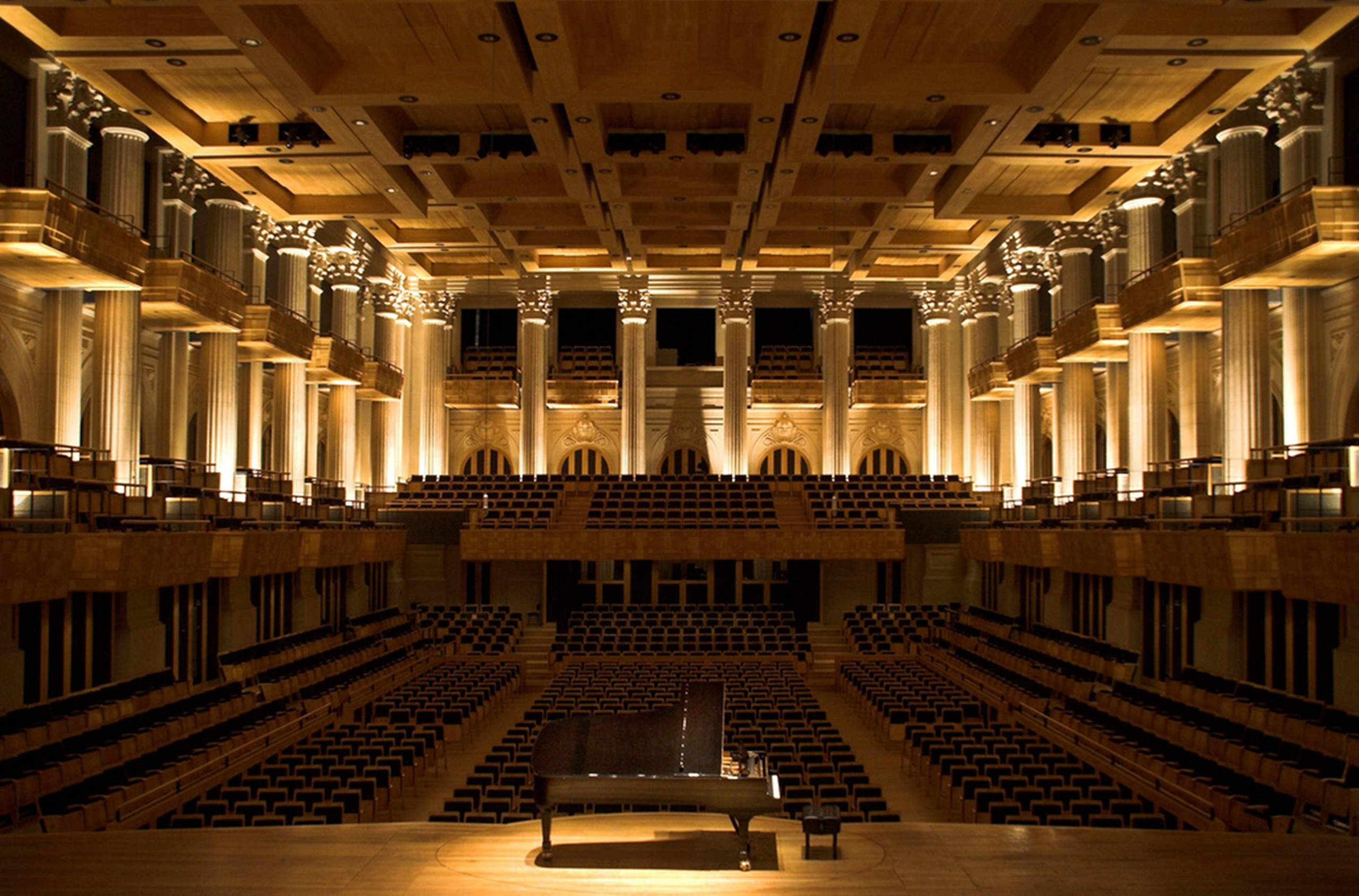
Зала Сан-Паулу

Культурний центр Жуліу Престеса (порт. Centro Cultural Júlio Prestes), що містить відому Залу Сан-Паулу (порт. Sala São Paulo) — культурний центр, розташований в будівлі станції Жуліу-Престіс у місті Сан-Паулу, Бразилія, що був відкритий 9 липня 1999 року. Будівля була перебудована урядом штату в рамках проекту поліпшення культурного центру міста. Зала має 1498 місць для глядачів та є домом для Симфонічного оркестру штату Сан-Паулу (Osesp). Тут проводяться концерти симфонічної та камерної музики. Будівля була збудована за найвищими стандартами, її часто порівнюють з Бостонським симфонічним холом, Музікферайн у Відні та Концертгебау в Амстердамі.
Перебудова почалася в листопаді 1997 року, хоча планування почалося ще в 1995 році. За ідеєю губернатора штату Маріу Коваса, зал був потрібний для симфонічних постанов, через відсутність постійного приміщення у всесвітньо відомого Симфонічного оркестру Сан-Паулу.